# 伊斯墨纽斯湖区

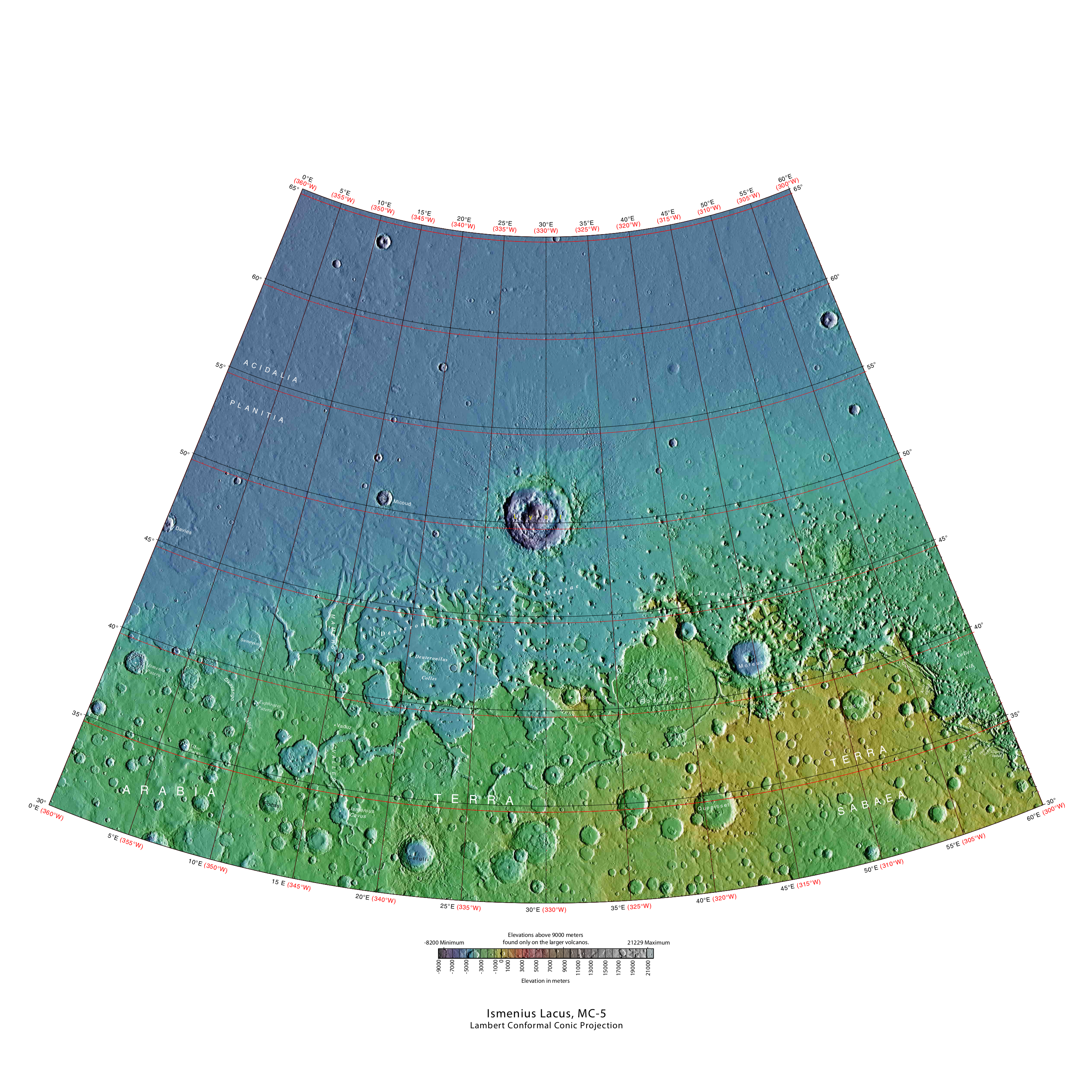
伊斯墨纽斯湖区

伊斯墨诺斯湖区是美国地质调查局太空地质学研究计划（Astrogeology Research Program）对火星表面划分的30个区域之一，编号为MC-5。伊斯墨纽斯湖区位于火星东半球的西北部，覆盖了火星东经0°至60°（西经300°至360°）、北纬30°至65°的区域。该区域使用1:5,000,000比例尺的朗伯等角圆锥投影。
伊斯墨纽斯湖区的南北边界分别为大约3,065公里与1,500公里宽，南北距离则为约2,050公里。覆盖范围约为490万平方公里，占火星表面积的3%以上。
伊斯墨诺斯湖区的都特罗尼勒斯桌山群、普罗敦尼勒斯桌山群都有冰川活动的证据，从而引起了科学家的特别关注。